# Wilhelm Knittel

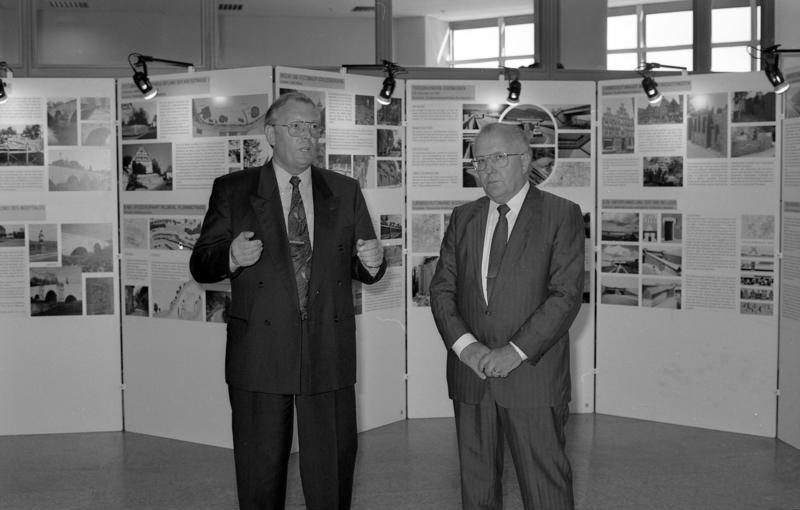
Wilhelm Knittel (rechts) anlässlich einer Informationsausstellung zur Verkehrssicherheit im BMV, 1991

Wilhelm Knittel (* 10. März 1935 in Breslau) ist ein deutscher Politiker der CSU.

## Ausbildung und Beruf
Nach dem Abitur 1955 am Städtischen Realgymnasium Fulda studierte Knittel Rechtswissenschaften als Stipendiat der Studienstiftung des deutschen Volkes  an den Universitäten Frankfurt am Main, München, Southampton/England und Harvard, USA. Während seines Studiums wurde Knittel Mitglied der katholischen Studentenverbindungen K.St.V. Frankonia-Straßburg zu Frankfurt am Main und K.St.V. Albertia München im KV. In München wurde er 1962 zum Dr. jur. promoviert, bestand dort beide Staatsexamina und erwarb 1964 in Harvard den Master of Laws (LL.M.).
1964 trat er als Gerichtsassessor in das bayerische Staatsministerium der Justiz ein. 1966–1969 war er an der bayerischen Landesvertretung in Bonn tätig. 1970 wurde er  Persönlicher Referent des bayerischen Justizministers Philipp Held. 1973 war er Vorsitzender Richter einer Strafkammer, bevor er 1974–1978 als beurlaubter Ministerialrat Leiter des Büros des CSU-Vorsitzenden Franz Josef Strauß wurde. 1978 übernahm er die Leitung des Büros des Ministerpräsidenten Strauß in der Bayerischen Staatskanzlei. Von 1981 bis 1983 leitete er die Abteilung Gesetzgebung und Recht in der Staatskanzlei. 1984 wurde er zum Ministerialdirektor und Amtschef des bayerischen Justizministeriums ernannt.

## Öffentliche Ämter
Im Juli 1987 wurde Knittel als beamteter Staatssekretär des Bundesministeriums für Verkehr berufen. Er arbeitete dort unter den Bundesministern Jürgen Warnke (CSU), Friedrich Zimmermann (CSU), Günther Krause (CDU) und Matthias Wissmann (CDU). Ende März 1995 wurde er auf eigenen Antrag wegen Meinungsverschiedenheiten über die Führung des Ministeriums in den einstweiligen Ruhestand versetzt.
Dr. Wilhelm Knittel war von 2001 bis 2014 Mitglied für die CSU im Gemeinderat der Gemeinde Grünwald.

## Familie
Knittel ist verheiratet und hat zwei Töchter und fünf Enkelkinder.

## Partei
Er ist 1959 in die CDU in Fulda eingetreten und 1965 in die CSU in München übergewechselt.

## Veröffentlichungen
- Geltendes und nicht geltendes Auslandsrecht im Internationalen Privatrecht. Gieseking, Bielefeld 1963 (Dissertation).
- Zum Problem der Rückwirkung bei einer Änderung der Rechtsprechung. Eine Untersuchung zum dt. u. US-amerikan. Recht. Gieseking, Bielefeld 1965 (Schriften zum deutschen und europäischen Zivil-, Handels- und Prozessrecht, Bd. 33).